# TrioPen Studio
TrioPen Studio (tiếng Trung: 北斗企鹅工作室 (Bắc đấu xí nga công tác thất), nghĩa: phòng làm việc Cánh cụt Bắc Đẩu) là một studio phối âm phim hoạt hình và trò chơi tại Bắc Kinh, Trung Quốc. Được Hoàng Trinh Quý, Sơn Tân sáng lập vào năm 2012. Studio hiện có quan hệ hợp tác với nhiều hãng phim sản xuất hoạt hình tại Trung Quốc.

## Sản phẩm
- Trấn hồn nhai
- Dưới một người
- Mười vạn câu chuyện cười lạnh
- Trước kia có tòa Linh Kiếm Sơn (hoạt hình)
- Câu chuyện của năm ấy của thỏ
- Doraemon: Phiên bản mới • Nobita và nước Nhật thời nguyên thủy (bản tiếng Trung)
- Ma đạo tổ sư